# يوجين هيشت
يوجين هيشت (بالإنجليزية: Eugene Hecht)‏ هو فيزيائي أمريكي، ولد في 2 ديسمبر 1931 في نيويورك في الولايات المتحدة.